# 自然选择

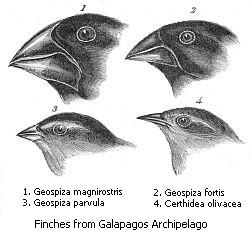
加拉巴哥群島（Galápagos Islands）擁有13個雀鳥物種（Darwin's finches），他們相當親近，主要的特徵差異在於鳥喙的形狀。不同種類的鳥喙皆與合適於牠們的食性。達爾文認為，這是自然選擇造成的演化後果。

自然选择（英語：natural selection，傳統上也譯為天擇）指生物的遺傳特徵在生存競爭中，由於具有某種優勢或某種劣勢，因而在生存能力上產生差異，並進而導致繁殖能力的差異，使得這些特徵被保存或是淘汰。自然選擇則是演化的主要機制，經過自然選擇而能夠成功生存，稱為「適應」。自然選擇是唯一可以解釋生物適應環境的機制。
1858年，英國生物學家查爾斯·達爾文和阿爾弗雷德·羅素·華萊士發表了《On the Tendency of Species to form Varieties; and on the Perpetuation of Varieties and Species by Natural Means of Selection》，首次提出天擇的概念。
查爾斯·達爾文在1859年出版的《物種起源》中提出，其於早年在加拉巴哥群島觀察了數種動物後發現，島上很少有與鄰近大陸相似的物種，並且還演化出許多獨有物種，如巨型的加拉巴哥象龜，達爾文一開始以為，島上的鷽鳥應與南美洲發現的為同種，經研究，十三種燕雀中只有一種是與其大陸近親類似的，其餘皆或多或少發生了演化現象，他們爲了適應島上的生存環境，改變了鳥喙的大小。

## 自然選擇的因素
因為生物族群呈指數成長，但資源有限，因此不是每個個體都能存活。影響存活率的因素包括無機環境，如溫度、溼度、日照、空氣；以及生物因子，如掠食者、共生、種內競爭、食物、疾病等等。個體之間存在的個體差異（變異）使每個個體的存活率不同，如果個體可以耐乾旱、在空中飛、在海裡呼吸、用爪子掠食、抵抗病原、製造工具、或是合作獵食等等，就會有不同的適應力，因此個體間的存活率不同。這些個體差異如果可以遺傳，則會造成演化。
由于进化主要关注的是有机体是否能存活到繁衍下一代的年龄，在有机体繁衍年龄之后才会影響存活率的因素几乎会被自然選擇机制忽略。例如遗传性疾病亨廷顿舞蹈症通常在40岁左右发病，这个年龄超过了大多数人生育孩子的年龄，因而几乎不会由于进化机制而被自然淘汰。当中性或有害的基因靠近基因组中一个对人高度有益的基因旁边，中性或有害的基因会同这个有益基因一起遗传给后代，从而达到比其原有更高的遗传概率。

## 類別

定向選擇、平衡選擇和破壞選擇。橫軸是性狀，縱軸是個體數量。紅線代表原本的性狀分佈，藍色是選擇後的結果。

- 定向選擇（Directional selection）：往某一方向偏離平均的個體存活率最高，例如較白的北極熊毛。
- 穩定化選擇（stabilizing selection）：性狀位於中間的個體存活率最高，兩側的個體低。
- 破壞選擇（Disruptive selection）：性狀位在中間的個體存活率最低，例如環境中有黑色和白色石頭時，灰色的蛾無保護色。可能導致種化。

性擇和生殖選擇和人擇有時被視為廣義的自然選擇的次分類。狹義的自然選擇（又稱生態選擇）指個體在自然環境中存活率的差異，性擇是取得交配對象的能力差異，而生殖選擇則是交配後生育後代的數目差異。人工選擇則將自然選擇概念應用在受人類圈養的生物上，例如家畜、寵物與農作物的育種。

## 單位
最容易觀察到的自然選擇是作用在個體上，依據個體之間性狀的不同。
因為是基因帶有個體的大多數資訊但不能自我複製，George C. Williams和理察·道金斯主张以基因為單位的演化觀點。個體只是基因為了自我複製所製造的「機器」。這種觀點在解釋轉座子和親緣選擇上較為方便。
在癌症的例子中，基因突變造成細胞的性狀差異，引發在細胞層次的自然選擇。
自然選擇作用在族群上時，稱為族群選擇（group selection）。族群選擇在自然界中的普遍程度仍有爭議。
自然選擇也可能運作在物種的層次。當一個物種中的不同族群因為自然選擇而產生生物分類學上的差異時，則稱為「物種形成」；若是族群因為不受自然選擇青睞而導致族群規模縮小進而消失，則稱為「滅絕」，物種形成和滅絕的速率決定一個支系的適應力。

## 延伸閱讀
For technical audiences
- Gould, Stephen Jay. . Harvard University Press. 2002. ISBN 0-674-00613-5.
- Maynard Smith, John. . Cambridge University Press. 1993. ISBN 0-521-45128-0.
- Popper, Karl (1978) Natural selection and the emergence of mind. Dialectica 32:339-55. See  （页面存档备份，存于）
- Sober, Elliott (1984) The Nature of Selection: Evolutionary Theory in Philosophical Focus. University of Chicago Press.
- Williams, George C. (1966) Adaptation and Natural Selection: A Critique of Some Current Evolutionary Thought. Oxford University Press.
- Williams, George C. (1992) Natural Selection: Domains, Levels and Challenges. Oxford University Press.

For general audiences
- Dawkins, Richard (1996) Climbing Mount Improbable. Penguin Books, ISBN 978-0-670-85018-1.
- Dennett, Daniel (1995) Darwin's Dangerous Idea: Evolution and the Meanings of Life. Simon & Schuster ISBN 978-0-684-82471-0.
- Gould, Stephen Jay (1997) Ever Since Darwin: Reflections in Natural History. Norton, ISBN 978-0-393-06425-4.
- Jones, Steve (2001) Darwin's Ghost: The Origin of Species Updated. Ballantine Books ISBN 978-0-345-42277-4. Also published in Britain under the title Almost Like a Whale: The Origin of Species Updated. Doubleday. ISBN 978-1-86230-025-5.
- Lewontin, Richard (1978) Adaptation. Scientific American 239:212-30
- Mayr, Ernst (2001) What Evolution Is. Weidenfeld & Nicolson, London. ISBN 978-0-297-60741-0
- Weiner, Jonathan (1994) The Beak of the Finch: A Story of Evolution in Our Time. Vintage Books, ISBN 978-0-679-73337-9.

Historical
- Zirkle, C. . Proceedings of the American Philosophical Society. 1941, 84 (1): 71–123.
- Kohm M (2004) A Reason for Everything: Natural Selection and the English Imagination. London: Faber and Faber. ISBN 978-0-571-22392-3. For review, see  （页面存档备份，存于） van Wyhe J (2005) Human Nature Review 5:1-4

## 外部連結
- On the Origin of Species by Charles Darwin （页面存档备份，存于） – Chapter 4, Natural Selection
- Natural Selection- Modeling for Understanding in Science Education, University of Wisconsin
- Natural Selection （页面存档备份，存于） from University of Berkeley education website
- T. Ryan Gregory: Understanding Natural Selection: Essential Concepts and Common Misconceptions[永久] Evolution: Education and Outreach
- ENCODE threads explorer （页面存档备份，存于）  Impact of functional information on understanding variation.  Nature (journal)